# Kylähullut
Kylähullut (с фин. — «Деревенские дураки») — финская панк-рок-группа, состоявшая из Алекси Лайхо (Children of Bodom), Тонми Лиллмана (бывший музыкант To/Die/For) и Веску Йокинена (Klamydia).
Группа является сайд-проектом Алекси Лайхо, фронтмена Children of Bodom. Сформирована в 2004 году с целью поразвлекаться и «порубить мясо». Как говорят сами музыканты на официальном сайте, «Вот что происходит, когда три бесчувственные обезьяны сталкиваются лбами и идут в студию подебошить». Группа прекратила существование в 2012 году после смерти Тонми Лиллмана.

## Состав

### Постоянные участники
- † Алекси «Wildchild» Лайхо — гитара, вокал
- Веса «Веску» Йокинен — вокал
- † Тонми Лиллман — барабаны, бас

### Сессионные музыканты
- Янне Вирман (фин. Janne Wirman) — клавишные (в песне Lavistetynlaulu)

## Дискография

### Альбомы
- 2004 — Keisarinleikkaus (Кесарево сечение) — EP
- 2005 — Turpa täynnä (Полный рот алкоголя) — CD
- 2007 — Lisää persettä rättipäille (More Ass to Ragheads) — EP
- 2007 — Peräaukko Sivistyksessä (Asshole In Sivilation) — CD

### Видео
- Kääpiöt — Turpa Täynnä+
- Kieli Hanurissa